# Синхронізація коливань
Синхронізація коливань (фазова синхронізація) (від грец. συνχρόνος — одночасний) — механізм встановлення і підтримки режиму коливань двох і більше пов'язаних осциляторів, при якому частоти цих осциляторів збігаються або лишаються кратними одна одній.
Існує два основних типи синхронізації коливань: взаємний, при якому частота коливань відрізняється від власних частот коливань кожного з осциляторів, і примусовий, при якому частота одного з осциляторів залишається незмінною, а частота інших підлаштовується під неї. Для першого типу синхронізації характерний тісний взаємний вплив систем, для другого — односторонній вплив синхронізуючого осцилятора на інші осцилятори.

## Цікаві факти
Два або більше механічних годинники не рекомендується розміщувати поряд, оскільки внаслідок механічного зв'язку, що виникає через наявність рухомих частин, виникає ефект їх взаємної синхронізації, в результаті чого погіршується точність ходу.